# سينتاشتا
سينتاشتا (بالروسية:Синташта) هو موقع أثري في أوبلاست تشيليابينسك، في روسيا. يرجع تاريخه إلى العصر البرونزي، 2800-1600 قبل الميلاد. تقع سينتاشتا في السهوب الشرقية لجبال الأورال. يدعى هذا الموقع على اسم نهر سينتاشتا المجاورة، وهو رافد لنهر توبول.
1. ↑  Anthony 2007، صفحة 375.